# Акан (Казахстан)
Ака́н (каз. Ақан) — село у складі Зерендинського району Акмолинської області Казахстану. Адміністративний центр Сариозецького сільського округу.
Населення — 252 особи (2021; 374 у 2009, 599 у 1999, 839 у 1989).
Національний склад станом на 1989 рік:
- казахи — 100 %.